# 約吉蒂·多蓮娜
約吉蒂·多蓮娜（1986年3月27日—），是一位在俄羅斯出生的立陶宛芭蕾舞者。她現時兼任加拿大國家芭蕾舞團和英國國家芭蕾舞團的首席舞蹈員，並曾經在瑞典皇家芭蕾舞團和荷蘭國家芭蕾舞團當首席舞蹈員。